# Філіп Палич
Філіп Палич (хорв. Filip Palić; нар. 13 вересня 1979) — хорватський боксер, призер чемпіонатів світу та Європи серед аматорів.

## Аматорська кар'єра
Філіп Палич почав займатися боксом з десяти років у Скоп'є, став чемпіоном Македонії серед молоді, а 1996 року переїхав до Загребу і в подальшому виступав під прапором Хорватії.
На чемпіонаті Європи 2000 завоював срібну медаль.
- В 1/8 фіналу переміг Самулі Лерріахо (Фінляндія) — 9-4
- У чвертьфіналі переміг Зорана Мітровича (Югославія) — 11-5
- У півфіналі Нормана Шустера (Німеччина) — 9-2
- У фіналі програв Олександру Малетіну (Росія) — 4-6

На чемпіонаті світу 2001 Філіп Палич завоював бронзову медаль.
- В 1/8 фіналу переміг Бенвенідо Алоза (Іспанія) — AB 1
- У чвертьфіналі переміг Матіаса Ферейра (Аргентина) — 42-36
- У півфіналі програв Володимиру Колеснику (Україна) — RSCO 3

На чемпіонаті Європи 2002 програв у другому бою Олександру Малетіну (Росія) — AB 2.
На кваліфікаційному до Олімпійських ігор 2004 чемпіонаті Європи 2004 програв у 1/8 фіналу Ровшану Гусейнову (Азербайджан) — RSCO 3.
На чемпіонатах світу 2005 і 2009, як і на чемпіонатах Європи 2006, 2008 та 2010 програвав у першому бою.